# Curnovščica
Curnovščica este o arie protejată (arie specială de conservare — SAC, sit de importanță comunitară — SCI) din Slovenia întinsă pe o suprafață de 6,67 ha, integral pe uscat.

## Localizare
Centrul sitului Curnovščica este situat la coordonatele 45°58′17″N 15°36′26″E / 45.9714°N 15.6073°E.

## Înființare
Situl Curnovščica a fost declarat sit de importanță comunitară în aprilie 2013 pentru a proteja 2 specii de animale. Situl a fost protejat și ca arie specială de conservare în aprilie 2015.

## Biodiversitate
Situată în ecoregiunea continentală, aria protejată nu include niciun habitat protejat.
La baza desemnării sitului se află mai multe specii protejate:
- nevertebrate (1): Austropotamobius torrentium
- pești (1): Eudontomyzon spp.